# Gora Neustrueva
Gora Neustrueva är ett berg i Antarktis. Det ligger i Östantarktis. Norge gör anspråk på området. Toppen på Gora Neustrueva är 2 900 meter över havet.
Terrängen runt Gora Neustrueva är huvudsakligen kuperad, men österut är den platt. Trakten är obefolkad. Det finns inga samhällen i närheten.